# Vogue Records
Vogue Records war in den 1940er Jahren ein amerikanisches Plattenlabel. 

## Geschichte
Vogue Records war in den 1940er Jahren ein kurzlebiges Plattenlabel in den USA. Bekannt wurde es speziell wegen der künstlerischen Gestaltung der Schallplatten. Das Label wurde 1946 als Teil des Konzerns Sav-Way Industries, Detroit gegründet. Die Schallplatten waren anfangs zum einen ein Hit, weil sie kunstvoll farbig gearbeitete Bildplatten waren, zum anderen aber auch, weil ihr Sound besser war als derjenige der damals dominierenden Schellack-Platten. Die Platten wurden hergestellt, indem zunächst gedruckte Illustrationen auf beide Seiten eines Aluminium-Kerns gegeben und dann beide Seiten mit durchsichtigem Vinyl bedeckt wurden, in das dann die Rillen gepresst wurden. Die Firma stellte die Herstellung aber schon nach einem Jahr ein, nachdem sie zwischen 67 und 74 (die Quellen geben unterschiedliche Zahlen an) doppelseitige 78UpM-Schallplatten herausgegeben hatte. Einige dieser Platten waren Neuauflagen von Aufnahmen, die ursprünglich von anderen Firmen veröffentlicht worden waren. 
Aufgrund der künstlerischen Gestaltung sind die Vogue Records-Schallplatten heute begehrte Sammlerstücke.